# Aurel Benović
Aurel Benović (Osijek, 14 de julio de 2000) es un deportista croata que compite en gimnasia artística. Ganó una medalla de plata en el Campeonato Europeo de Gimnasia Artística de 2020, en la prueba de suelo.

## Palmarés internacional
| Campeonato Europeo | Campeonato Europeo | Campeonato Europeo | Campeonato Europeo |
| Año                | Lugar              | Medalla            | Prueba             |
| ------------------ | ------------------ | ------------------ | ------------------ |
| 2020               | Mersin (Turquía)   | Medalla de plata   | Suelo              |